# Онгульдушев, Михаил Андреевич
Михаил Андреевич Онгульду́шев (1910 год, станица Денисовская, Сальский округ Области Войска Донского, Российская империя — 11 сентября 1943 года, село Чердаклы, Сталинская область, Украинская ССР, СССР) — участник Великой Отечественной войны, гвардии лейтенант, исполняющий обязанности командира 110-й отдельной Калмыцкой кавалерийской дивизии во время её формирования, командир пулемётного взвода 36-го гвардейского кавалерийского Кубанского казачьего полка 10-й гвардейской Краснознамённой казачьей кавалерийской дивизии 4-го гвардейского Кубанского казачьего кавалерийского корпуса.

## Биография
Родился в 1910 году в станице Денисовская (позднее переименована в Новониколаевскую) Сальского округа Области Войска Донского (сегодня — Мартыновский район Ростовской области) в семье донского казака, урядника — Андрея Бадьминова, награждённого за храбрость во время Русско-японской войны георгиевским крестом. Происходил из большого семейного рода Гексляхн (Бокшургахна аамг) кости хо-меркит . Окончив среднюю школу в Элисте, он в начале 1930-х годов учится в Астраханском педагогическом техникуме. После была служба в Красной Армии, в которой окончил курсы младших лейтенантов.
После армии работал на строительстве Невинномысского канала. За высокие показатели в работе был награждён Почётной грамотой Президиума Верховного Совета Калмыцкой АССР. Перед Великой Отечественной войной проживал в Элисте и работал управляющим Сельскохозяйственным банком Калмыцкой АССР. После начала войны вступил в Элистинский батальон народного ополчения, в котором руководил боевой учёбой ополченцев.
В соответствии с постановлением ГКО СССР № 894 от 13 ноября 1941 года «О национальных войсковых соединениях» Калмыцкий обком ВКП(б) приступил к формированию национальных военных подразделений и поручил Михаилу Онгульдушеву заниматься формированием 110-й и 111-й Калмыцких кавалерийских дивизий. До декабря 1941 года по поручению Совнаркома Калмыцкой АССР и обкома ВКП(б) был временно исполняющим обязанности командира 110-й Калмыцкой кавалерийской дивизии. После прибытия в Элисту Василия Панина 110-я кавалерийская дивизия была передана под его командование и Михаил Онгульдушев в звании лейтенанта был назначен командиром 1-го сабельного эскадрона 292-го кавалерийского полка. Эскадрон под командованием Михаила Онгульдушева охранял Багаевскую переправу во время отступления Красной Армии. 26 июля 1942 года был ранен во время авиационного налёта и отправлен на лечение в госпиталь в Астрахань.
После госпиталя служил командиром пулемётного взвода 36-го гвардейского кавалерийского Кубанского казачьего Барановичского Краснознамённого орденов Суворова и Александра Невского полка 10-й гвардейской Краснознамённой казачьей кавалерийской дивизии 4-го гвардейского Кубанского казачьего кавалерийского корпуса. Участвовал в освобождении Ростовской и Сталинской областей. В августе 1943 года принят в кандидаты в члены ВКП(б). В конце августа начале сентября 1943 года участвовал в сражениях на «Миус-фронте» около населённых пунктов хут. Ново-Спассовский (28.08.1943), хут. Котломин (31.08.1943) Ростовской области и с 7-8.09.1943 года в боях за село Павлополь, Сталинской области, Украинской ССР.

### Подвиг
11 сентября 1943 года принимал участие в бою в районе села Чердаклы Сталинской области (сегодня — село Кременевка Володарского района Донецкой области). Во время этого сражения руководил своим эскадроном в наступлении. Несмотря на сильный артиллерийско-миномётный и пулемётный вражеский огонь выкатил станковый пулемёт на открытую позицию и своим огнём расстреливал противника в упор, прикрывая свой эскадрон, который занял окопы противника и закрепился, способствовал захвату эскадроном переднего края обороны. Все попытки противника восстановить свои потерянные позиции не увенчались успехом, вражеские контратаки были отбиты и противник вынужден был отступить, потеряв на поле боя много раненных и убитых солдат и офицеров. Благодаря мужеству Михаила Онгульдушева эскадрон овладел передним краем обороны. В этом же сражении погиб и был похоронен в братской могиле около села Чердаклы. За этот подвиг по ходатайству начальника штаба гвардии подполковника М. Т. Бимбаева был награждён посмертно 3 ноября 1943 года орденом Отечественной войны II степени.

## Память
- Именем Михаила Онгульдушева названа улица и переулок в Элисте, Калмыкия[5][6].